# جزیره مرده: آب‌های خروشان
جزیره مرده آب‌های خروشان (به انگلیسی: Dead island Riptide) نسخه دوم از یک بازی اول شخص در ژانر ترسناک در سبک مبارزه با زامبی است که توسط تکلند ساخته شده و توسط دیپ سیلور در تاریخ ۲۵ آوریل ۲۰۱۳ برای سه کنسول ایکس‌باکس ۳۶۰، پلی‌استیشن ۳ و مایکروسافت ویندوز منتشر شد و در ادامه داستان جزیره مرده یک اتفاق می‌افتد.
در نسخه قبلی پس از درگیری‌های فراوان با زامبی‌ها، نجات یافتگان به هلیکوپتری نظامی که متعلق به یک ناو جنگی است پناه می‌برند تا شاید از این کابوس نجات پیدا کنند، اما داستان جور دیگری رقم می‌خورد.

## داستان
نجات یافتگان فکر می‌کنند از وحشت و ترس در جزیره Banoi رهایی یافته‌اند و از یک نابودی حتمی جان سالم به در بردند؛ اما در پی یک طوفان سهمگین ویروس از جزیره Banoi به سایر جزایر شیوع پیدا کرد و وقتی به خود آمدند که در جزیره Palanai توسط زامبی‌ها گرفتار شده‌اند.

## تریلر
در ۱۹ سپتامبر ۲۰۱۲ صفحه رسمی این بازی در فیسبوک تریلری از این بازی منتشر کرد که واکنش‌های متفاوتی داشت.خیلی‌ها در نگاه اول گرافیک بازی را به نسخه اول نسبت دادند. به‌علاوه تریلر جدیدی در یوتیوب منتشر شد که اعلام شد این تریلر فقط نشان دهنده گیم پلی بوده و دو زامبی دیگر به انواع زامبی‌های موجود اضافه شده‌اند. اولی Drowner نام دارد که با پریدن بر روی شخصیت او را به زیر آب می‌کشد و دومی که چندان شفاف سازی نشده‌است دارای دستان بزرگی است که از آنها به عنوان سلاح استفاده می‌کند. سازندگان وعده داده‌اند که این نسخه همانند نسخه اول دارای باگهای متعدد نخواهد بود.